# Colonia de los Ángeles
Colonia de los Ángeles è una stazione della linea ML2 della metropolitana di Madrid.
Si trova tra la Carretera de Carabanchel (M-502) e la Calle Picasso nel comune di Pozuelo de Alarcón.

## Storia
È stata inaugurata il 27 luglio 2007 insieme al primo tratto della linea.